# Користін Олександр Євгенійович
Олекса́ндр Євге́нійович Кори́стін (18 липня 1964) — доктор юридичних наук, професор, полковник міліції. Заслужений діяч науки і техніки України.

## Життєпис
Народився 18 липня 1964 р. в смт Летичів Хмельницької області.
У 1993 р. закінчив Київський національний університет імені Тараса Шевченка за спеціальністю «Економічна теорія», у 1999 р. — Національну академію внутрішніх справ України за спеціальністю «Правознавство».
Трудову діяльність розпочав у 1981 р. після закінчення Криворізького авіатехнічного училища: працював авіатехніком Бориспільського об'єднаного авіазагону Цивільної Авіації.
З 1987 р. фахове становлення пов'язане з органами внутрішніх справ: від оперуповноваженого до заступника начальника відділу боротьби з відмиванням коштів організованих злочинних угруповань ГУБОЗ. Має значний досвід практичної роботи в підрозділах із боротьби з економічною злочинністю, податкової міліції, проходив службу в підрозділах карного розшуку та боротьби з організованою злочинністю.
Науково-педагогічну діяльність розпочав у 1994 р. в Київському національному університеті імені Тараса Шевченка, де у квітні 1998 р. захистив кандидатську дисертацію за спеціальністю «Фінанси».
З 2002 р. продовжує практичну реалізацію досвіду правоохоронної діяльності в науці: обіймав посади викладача кафедри оперативно-розшукової діяльності, старшого викладача, доцента кафедри економічної безпеки.
З квітня 2006 р. — начальник кафедри економічної безпеки, а з жовтня 2010 р. працює на посаді ученого секретаря Національної академії внутрішніх справ (НАВС), одночасно продовжує науково-педагогічну діяльність як професор кафедри економічної безпеки.
У 2009 р. захистив докторську дисертацію за спеціальністю «Адміністративне право і процес; фінансове право; інформаційне право».
З 25 квітня 2014 р. призначений на посаду першого проректора з навчально-методичної та наукової роботи Одеського державного університету внутрішніх справ.
З 21 червня 2014 р. по 30 січня 2016 р.  — обіймав посаду ректора Одеського державного університету внутрішніх справ.
2016 — Заступник директора Департаменту — начальник управління Міністерства внутрішніх справ України.

## Наукова діяльність
Автор понад 200 публікацій наукового та навчально-методичного характеру, 3-х авторських свідоцтв, 2-х одноосібних монографій, співавтор 16 навчальних посібників та підручників, 8 з яких з грифом МОН України.
Має власну наукову школу, представлену більш ніж 20 науковцями. Під керівництвом вченого захистилися 2 доктори юридичних наук, готують дисертації 3 докторанти та 5 здобувачів наукового ступеня кандидата наук.
Є членом спеціалізованої вченої ради із захисту докторських та кандидатських дисертацій ОДУВС, членом експертної ради МОН України з юридичних наук та головою науково-експертної ради Державної служби фінансового моніторингу України. Входить до складу редакційної колегії «Наукового вісника Національної академії внутрішніх справ», «Південноукраїнського правничого часопису» ОДУВС та інших фахових видань.

## Відзнаки та нагороди
- Заслужений діяч науки і техніки України (2016).[1]